# Семисотка (платформа)
Семисотка (укр. Семисотка) — железнодорожная платформа в Крыму, расположенная на линии Владиславовка — Крым в 17 километрах к востоку от Владиславовки. Названа по одноимённому селу, в котором расположена.

## Деятельность
Грузовые операции не предусмотрены.
На платформе останавливаются 2 пары пригородных поездов сообщением Джанкой — Керчь. В километре к востоку от платформы расположен железнодорожный переезд на автодороге, соединяющий село Каменское с трассой Симферополь — Новороссийск.